# Classe Khareff
Le navi della classe Khareff sono una serie di corvette lanciamissili in servizio presso la marina omanita. Queste unità sono le unità principali della flotta, capaci di operare in missioni di intensità alta o media, di contrasto alla pirateria e alle attività illecite, e di supporto alle forze speciali durante le azioni in alto mare. 

## Storia
Nel piano di ammodernamento e ampliamento della flotta omanita, che prevedeva la consegna di 10 nuove navi tra il 2013 e il 2016, nel 2007 furono ordinate al cantiere navale VT Group di Portsmouth tre nuove corvette lanciamissili. Nel 2009 il VT Group fu rilevato dalla BAE Systems Surface Ships La consegna amministrativa delle navi classe Khareff è avvenuta tra l’ottobre 2013 e il maggio 2014, quando le navi sono partite da Portsmouth per raggiungere l’Oman, dove prima di essere immesse in servizio hanno completato un lungo ciclo addestrativo nel Mar Arabico in ambiente caldo.

## Caratteristiche tecniche

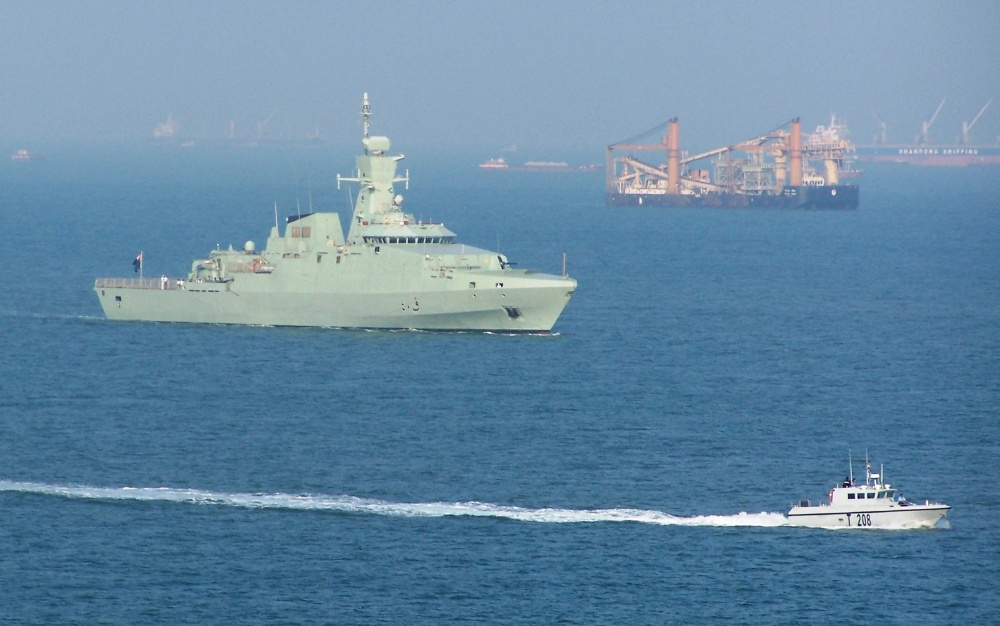
La corvetta lanciamissili Al-Shamikh in entrata al porto di Goa al termine della esercitazioni congiunte NASEEM-AL-BAHR (22-27 gennaio 2016) tenutesi nel Mare Arabico con la marina militare indiana.

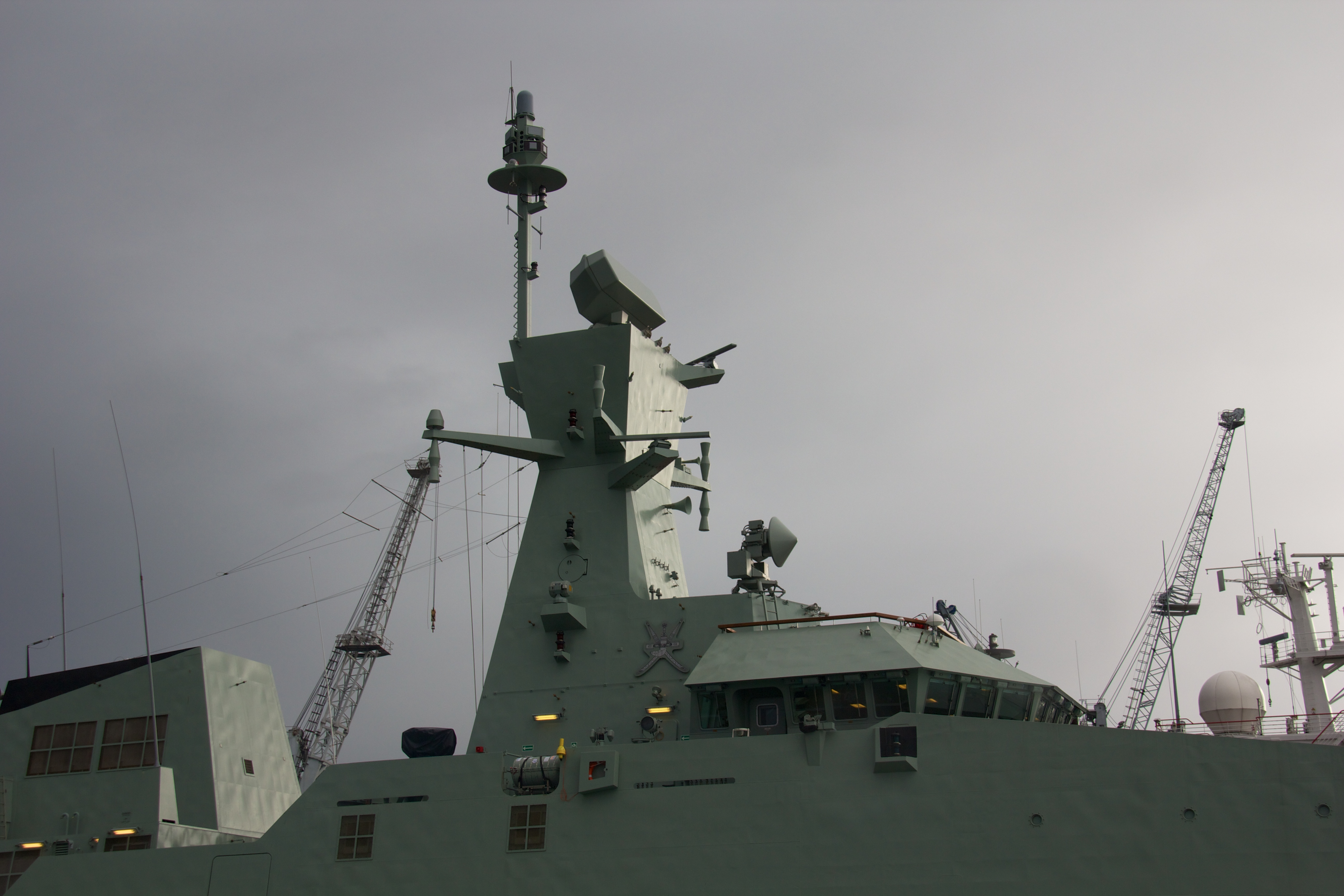
particolare del centronave della corvetta lanciamissili Al Rahmani all'ormeggio nel porto di Portsmouth. Notare la dotazione elettronica, e le caratteristiche stealth per la riduzione della segnatura radar.

Si tratta di unità con un dislocamento a pieno carico di 2.660 tonnellate, lunghe 98,5 m, larghe 14,6 m, e caratterizzate da una architettura stealth. L'apparato propulsivo e di tipo CODOE è costituito da due motori diesel MTU 20V Series 8000, azionanti, tramite riduttori, due assi ognuno collegato ad una elica pentapala a passo variabile. La velocità massima raggiungibile è pari a 25 nodi, quella di crociera 16. L'energia elettrica della nave è prodotta da 4 generatori diesel MTU Rolls Royce. Un impianto di soppressione termica, installato sul fumaiolo dei gas di scarico, consente una significativa riduzione delle emissioni IR. 
Nel bulbo prodiero, caratterizzato dalla sua lunghezza, sono installate due tipi di pinne stabilizzatrici, uno fisso e uno mobile, che garantiscono le ottimali capacità idrodinamiche e di stabilità in condizioni meteomarine avverse, con un mare fino a forza 7-8.
L’armamento installato è costituito da un singolo cannone OTO Melara Super Rapido cal.76/62 mm, 2 lanciamissili verticali a sei celle per missili superficie-aria MBDA VL MICA, 2 lanciamissili binati per missili superficie-superficie MBDA MM-40 Exocet Block 3, 2 cannoni CIWS a controllo remoto MSI-Defence Systems DS-30M cal.30/40 mm, 2 lancia chaff/flares a corto raggio Rheinmetall MASS-2L a 18 canne. 1 elicottero antisommergibile Westland SuperLynx Mk.120
Il ponte di volo, posto nell'estrema parte poppiera, consente l'imbarco di un elicottero antisommergibile Westland SuperLynx Mk.120, che viene ricoverato in un hangar coperto. La dotazione di bordo comprende un RHIB da 6,25 m, e un battello SAR posizionati ai due lati dell’hangar insieme alla rispettive gruette per il rilascio in mare.
La dotazione elettronica comprende un sistema di combattimento Thales TACTICOS, un 1 sistema di comunicazione integrata FICS, un radar tridimensionale multibanda di sorveglianza, ricerca aeronavale e designazione bersagli Thales SMART-S Mk.2 integrato a un sistema IFF (Identificatio Friend or Foe) Thales TBS.2525, un radar di tiro, con sistema elettro-ottico e telemetro laser, Thales STIR 1.2 EO Mk.2, un radar di navigazione/controllo di superficie Decca BridgeMaster E con sistema di identificazione automatica Sperry Marine AIS, un sistema di guerra elettronica (ESM) Thales Vigile 400, e un sistema integrato di controllo della piattaforma Imtech Uni-MCAS-3000. I sistemi di comunicazione comprendono Link 11, Link 16, e SATCOM.

## Impiego operativo
Le tre unità sono operative presso la base navale Said Bin Sultan sita ad Al Seeb, nelle vicinanze della capitale Mascate.

## Unità
| N°   | Nome       | Foto | Varo           | Ingresso in servizio | Disarmo | Note |
| ---- | ---------- | ---- | -------------- | -------------------- | ------- | ---- |
| Q-40 | Al-Shamikh |      | 22 luglio 2009 | giugno 2013          |         |      |
| Q-41 | Al-Rahmani |      | 23 luglio 2010 | ottobre 2013         |         |      |
| Q-42 | Al-Rasikh  |      | 27 giugno 2011 | 29 maggio 2014       |         |      |

### Annotazioni
1. ↑  La sigla significa Fully Integrated Communication System.
2. ↑  I dati dell'armamento e dell'elettronica sono riferiti all'entrata in servizio.
3. ↑  Oggi BAE Systems Maritime-Naval Ships.
4. ↑  Il cui personale di volo è fornito dall'aeronautica militare omanita.

### Pubblicazioni
- Jani Gambelli, Il potenziamento della marina omanita, in Panorama Difesa, n. 369, Firenze, Ed AI, dicembre 2017,  pp. 52-61.